# Juan Felipe Osorio
Juan Felipe Osorio Arboleda (La Unión, 30 januari 1995) is een Colombiaans wielrenner die als beroepsrenner reed voor onder meer Burgos-BH.

## Carrière
In 2013 werd Osorio als junior achtste op het Pan-Amerikaanse kampioenschap op de weg, 21 seconden achter winnaar Eduardo Estrada. Datzelfde jaar werd hij derde in zowel de tijdrit als de wegwedstrijd op de nationale kampioenschappen. Een jaar later werd hij, met dertien punten minder dan Aleksandr Foliforov, tweede in het bergklassement van de Ronde van de Isard.
Doordat zijn ploeg een stap hogerop deed werd Osorio in 2017 prof. In februari won hij, met een voorsprong van zeven punten op zowel Daniel Martin als Amaro Antunes, het bergklassement van de Ronde van de Algarve. Later dat jaar nam hij onder meer deel aan de Ronde van Catalonië en de Ronde van Spanje. 
In 2019 werd Osorio tweede op het Colombiaanse kampioenschap wielrennen op de weg. Hij verloor de sprint van Óscar Quiroz.

## Overwinningen
2017
Bergklassement Ronde van de Algarve

## Resultaten in voornaamste wedstrijden
| Jaar | Ronde van Italië | Ronde van Frankrijk | Ronde van Spanje |
| ---- | ---------------- | ------------------- | ---------------- |
| 2017 |                  |                     | 87e              |
| 2018 |                  |                     |                  |
| 2019 |                  |                     |                  |
| 2020 |                  |                     | 114e             |

## Ploegen
- 2014 –  4-72-Colombia
- 2016 –  Manzana Postobón Team
- 2017 –  Manzana Postobón Team
- 2018 –  Manzana Postobón Team
- 2019 –  Manzana Postobón Team (tot 24 juni)
- 2019 –  UD Oliveirense/InOutbuild (vanaf 27 juni)
- 2020 –  Burgos-BH
- 2021 –  Burgos-BH
- 2022 –  Equipe Continental Orgullo Paisa

Aguirre · Betancur · Bohórquez · Goikoetxea · Higuita · Molano · Muñoz · Osorio · Paredes · Parra · Restrepo · Reyes · Sierra · Suaza · Suesca · Villegas
Aguirre · Amador · Bohórquez · Bol · García · Higuita · Molano · Orjuela · Osorio · Paredes · Piedra · Reyes · Sierra · Suaza · Vilela · Villegas · Chía (stagiair) · Rivera (stagiair) · Ruiz (stagiair)
Aguirre · Amador · Bohórquez · Bol · Duarte · García · Higuita · Molano · Orjuela · Osorio · Paredes · Parra · Reyes · Sierra · Suaza · Vilela · Villegas